# Anders Behring Breivik
Anders Behring Breivik, officieel genaamd Fjotolf Hansen van 2017 tot 2025, en Far Skaldigrimmr Rauskjoldr av Northriki sinds maart 2025, (Oslo, 13 februari 1979), is een Noorse terrorist en de dader van de aanslagen in Noorwegen in 2011, waarbij in totaal 77 mensen om het leven kwamen. Hij werd in augustus 2012 veroordeeld voor meervoudige moord en terrorisme.
Breivik schreef voorafgaand aan de aanslag een manifest waaruit extreemrechtse, staatsnationalistische, anti-islamitische en anti-feministische opvattingen blijken. Breivik is een oud-lid van de rechts-populistische Noorse Vooruitgangspartij.

## Aanslagen

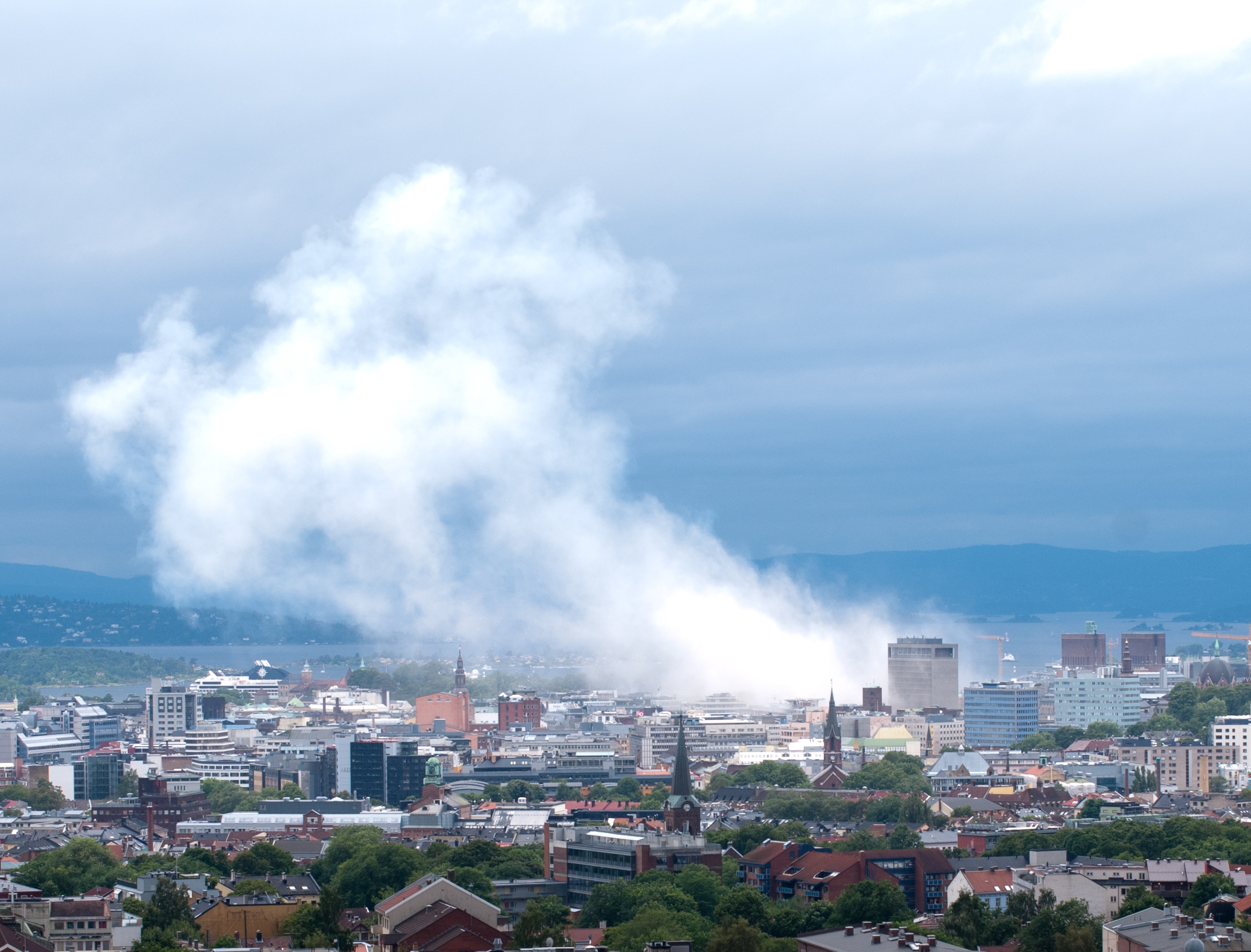
Rook boven Oslo na de bomaanslag

Op 22 juli 2011 vond een dubbele aanslag in Noorwegen plaats, bestaande uit een bomaanslag in de regeringswijk van de hoofdstad Oslo en een schietpartij op een zomerkamp van de jeugdafdeling van de sociaaldemocratische Noorse Arbeiderspartij op het eiland Utøya.
Zowel voor de bomaanslag als voor de schietpartij op Utøya heeft Breivik een bekentenis afgelegd. Hij zei dat de aanslagen, die hij jarenlang had voorbereid, 'gruwelijk maar noodzakelijk' waren en hij beschouwt zijn daden niet als misdaden. Volgens Behring Breivik ging het in de politiek al tientallen jaren niet meer om de strijd tussen socialisme en kapitalisme, maar om "de strijd tussen internationalisme en nationalisme". Eveneens verklaarde hij alleen te hebben gehandeld.
In mei 2009 richtte hij in Rena zijn eigen bedrijfje op, zogenaamd om groenten te telen en te verhandelen. Zo kon hij legaal aan grote hoeveelheden kunstmest komen, die hij gebruikte bij het maken van explosieven.
Breivik wilde met deze aanslagen de Noorse overheid, en meer bepaald de regerende sociaaldemocratische partij van premier Stoltenberg, in de kern treffen. Ook vroeg hij tijdens het vooronderzoek naar de aanslagen het ontslag van de Noorse regering in ruil voor meer informatie over de door hem gepleegde feiten. Breiviks motieven worden uitvoerig toegelicht in een lijvig manifest dat hij vlak voor de aanslagen naar een duizendtal personen zond.

## Manifest

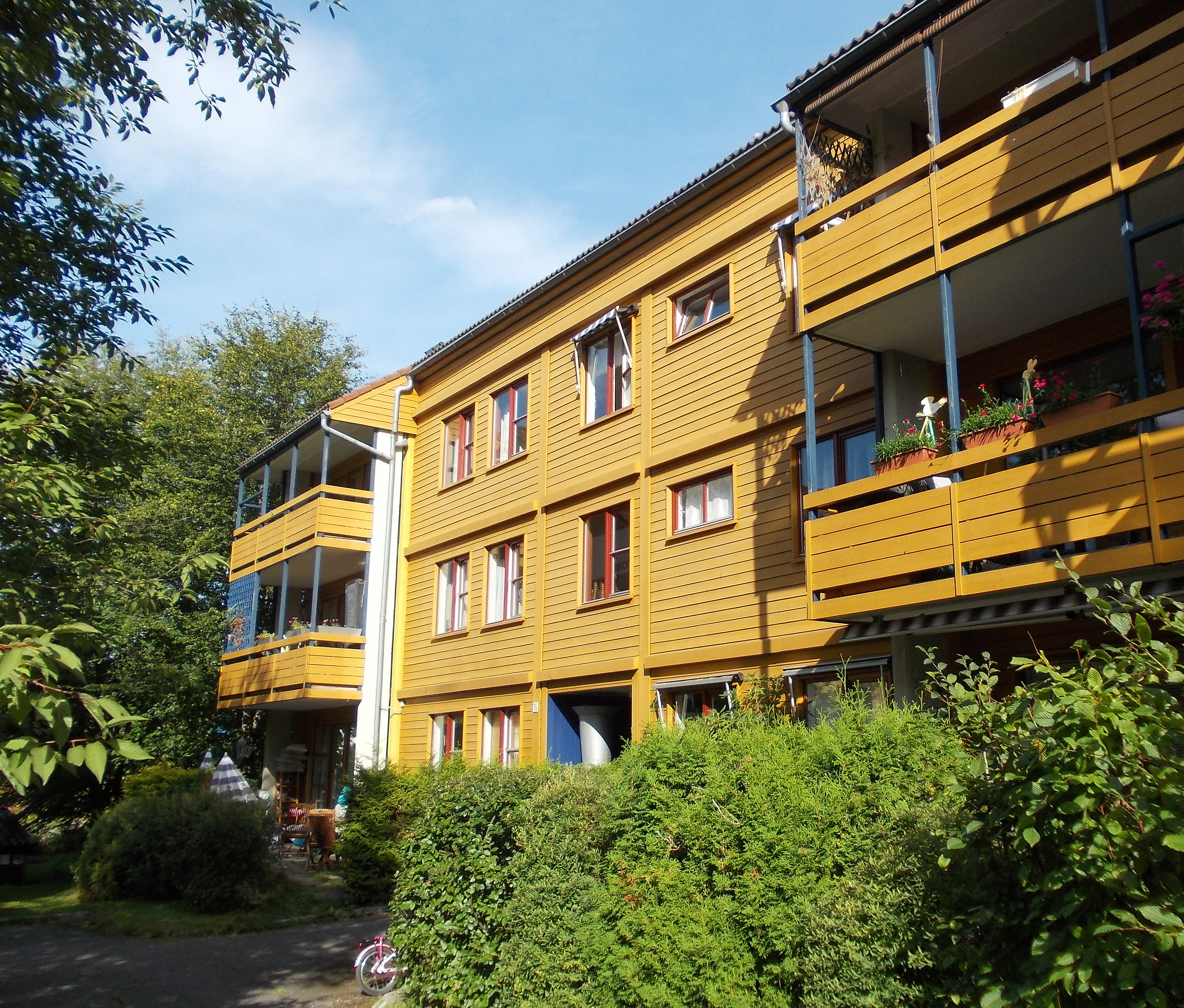
Het appartementencomplex in West-Oslo waarin Breivik opgroeide

Kort na de aanslagen werd op internet een manifest van 1.518 pagina’s gevonden onder de titel ‘2083 – A European Declaration of Independence’ dat geschreven werd door ene 'Andrew Berwick' (pseudoniem van Anders Breivik). Het document is een synthese van eigen opstellen en beschouwingen van anderen en bestaat, naast een dagboek en een autobiografie, uit drie delen. In zijn autobiografie verklaart Breivik, dat hij uit een vrijzinnig sociaaldemocratisch gezin komt, sinds zijn vijftiende levensjaar en de echtscheiding van zijn ouders geen contact meer heeft met zijn vader.
Breivik betoogt dat Europa's politieke systeem inclusief de Europese Unie gefaald heeft. Ook weidt hij uit over de 'schadelijke invloed' van de islam en het "cultureel marxisme" op Europa en presenteert een hervormingsplan waarin gewelddadige acties en aanslagen worden genoemd. De islam en sociaaldemocratie worden een bedreiging voor het humanisme, christendom en jodendom in Europa genoemd. Het jaartal 2083 in de titel verwijst naar het Beleg van Wenen (1683) en het feit dat naar Breiviks schatting tegen 2083 de helft van de Europeanen uit moslims zou bestaan. Over het jodendom is Breivik ambivalent: hij zegt ermee te sympathiseren, in het bijzonder met de staat Israël als bolwerk tegen islamisme. Anderzijds toont hij begrip voor de nazi's en maakt hij laatdunkende opmerkingen over het herdenken van de Holocaust, door hem betiteld als "holocaustreligie". Volgens journalist Eildert Mulder, die een boek publiceerde over het manifest, was Breiviks opstelling vooral strategisch: een keuze voor uitgesproken nazisme en antisemitisme zou averechts werken in de strijd tegen de islam.
Breivik was tot na zijn daad vrijmetselaar in de Johannesloge St. Olaf van de Drie Zuilen. In de alternatieve geschiedschrijving van de vrijmetselarij gelden de Tempeliers als oprichters en geestverwanten. Breivik verwijst in zijn manifest ook dertig keer naar politieke stellingen van Geert Wilders en naar de ideeënwereld van uiterst rechts gesitueerde partijen als het Vlaams Belang, het Front National en de FPÖ. Hij bleek stukken tekst van anderen, zoals Theodore Kaczynski, te hebben gekopieerd en aangepast.
Breivik is een bewonderaar van Karel Martel, Winston Churchill en de Noorse anti-nazistische verzetsstrijder Max Manus (die in Finland en Fins Karelië in 1939 tegen de Sovjet-Unie vocht, en na 9 april 1940 tegen de Duitse bezetters van Noorwegen). Hij uitte sympathie voor de Nederlands politieke partij PVV.
Breivik gebruikte het internet om zijn ideeën te verspreiden. Hij verzond zijn manifest vlak voor de aanslagen naar duizenden e-mailadressen van mensen, kranten en organisaties die hij als media, publicisten ofwel geestverwanten beschouwde, waaronder een duizendtal Facebook-vrienden of vrienden van vrienden. Breivik plaatste een video The Knight Templar 2083 (verwijzend naar de ridderorde van de Tempeliers) die zijn manifest aanvult op YouTube. Deze video werd later verwijderd maar circuleert nog steeds op internet.
Breiviks manifest werd in 2012 door Nederlandse sympathisanten vertaald.

## Vervolging

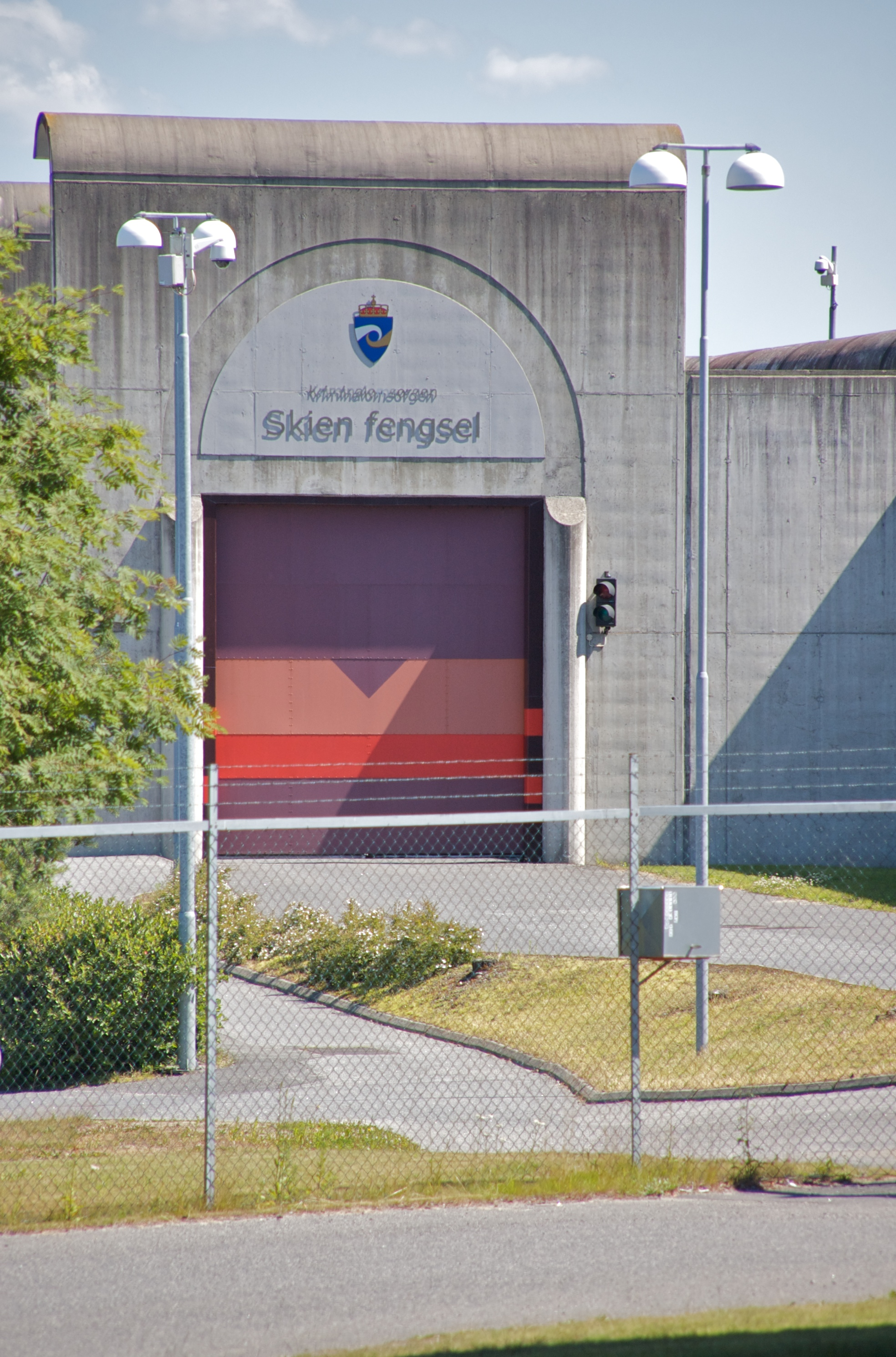
De gevangenis in Skien waar Breivik zijn straf uitzit

### Gerechtelijk onderzoek
Op 25 juli 2011 werd Breivik voorgeleid voor de rechter-commissaris. Breivik werd aangeklaagd voor het destabiliseren en vernietigen van de basisfuncties van de maatschappij en daden van terrorisme vallende onder het strafrecht. De procureur onderzoekt de mogelijkheid hem te vervolgen voor misdaden tegen de menselijkheid. De beschuldigde werd voor acht weken in voorlopige hechtenis genomen, waarvan de eerste vier weken in afzondering.
Breivik vroeg het ontslag van de Noorse regering, de toegang tot zijn site en Wikipedia in ruil voor samenwerking in het onderzoek.
Er werd een speciale eenheid van ongeveer honderd personen opgericht binnen de Noorse politie om een jaar lang onderzoek te doen naar de aanslagen van Breivik. Het onderzoek spitst zich toe op de internationale medewerking en de eventuele financiële hulp die Breivik zou hebben gekregen.
Op 29 november 2011 werd Anders Breivik door twee Noorse gerechtspsychiaters ontoerekeningsvatbaar verklaard, maar dit werd in een later rapport door twee andere psychiaters tegengesproken.

### Proces
Het proces tegen Anders Breivik begon in Oslo op 16 april 2012.  Tijdens de zitting maakte hij bekend dat hij de Noorse rechtbank niet erkende. Hij vertelde dat de rechters hun mandaat gekregen hebben van politieke partijen die multiculturalisme ondersteunen. Ook wees hij erop, dat een van de rechters bevriend is met Hanne Harlem, de zuster van de Noorse ex-premier Gro Harlem Brundtland. Brundtland was een van Breiviks doelwitten op Utøya. Breivik erkende de ten laste gelegde feiten, maar hij meent onschuldig te zijn. Ik handelde uit zelfverdediging, zei hij in zijn toelichting. Vlak voor de pauze werd Breiviks video vertoond waarbij hij begon te huilen.
Op de tweede dag van het proces werd een van de lekenrechters vervangen, omdat deze een jaar eerder op Facebook schreef dat Breivik de doodstraf verdient. Breivik mocht op deze tweede dag van het proces de motieven voor zijn daad uiteenzetten. Hij had deze op dertien A4'tjes geschreven. Hij zei onder andere dat hij de aanslag opnieuw zou plegen als hij de kans kreeg en dat hij vindt dat zijn daad gerechtvaardigd was. Breivik verwees regelmatig naar zijn zelfgeschreven manifest. In zijn verklaring vertelde Breivik over zijn daden en liet weten dat het zijn doel was zo veel mogelijk mensen te doden.  De tweede dag van het proces was niet te volgen op televisie. De rechtbank wilde dit niet, omdat men bevreesd was voor wat Breivik te vertellen had.

### Vonnis
Op 24 augustus 2012 oordeelde de rechtbank Breivik toerekeningsvatbaar. Hij werd schuldig bevonden en veroordeeld tot 21 jaar gevangenisstraf, de maximumstraf in Noorwegen, met een minimum van tien jaar, de zogenaamde forvaring. Na tien jaar kan hij in theorie vrijkomen. Na 21 jaar wordt beoordeeld of hij  een gevaar voor de samenleving vormt. Hij kan dan tot een maximum van vijf jaar additionele gevangenisstraf krijgen, waarna zijn situatie opnieuw beoordeeld wordt. In theorie kan dit neerkomen op een levenslange gevangenisstraf. Zowel het openbaar ministerie als Breivik gaf vrij kort na het vonnis te kennen dat zij geen hoger beroep instelden, waarmee het vonnis definitief werd.
In 2020 maakte Breivik gebruik van zijn recht om voorwaardelijke vrijlating aan te vragen. In 2024 deed hij dat weer, maar dat werd opnieuw geweigerd.